# Бакалар
Бакалар, односно атлантски бакалар (лат. Gadus morhua; итал. baccalà, шп. bacalao) је морска риба, једна од четири врсте из рода бакалара (лат. Gadus). Ова риба, која је традиционално јело на готово целом Медитерану, потиче заправо из хладних мора северног Атлантика. У Шпанији и Португалији једно је од најважнијих јела националне кухиње. У Италији се већ вековима служи као традиционално јело за Бадњи дан, а преко Венеције се ова традиција пренела и на Далматинске трпезе, као и на трпезе Црногорског приморја.

## Опис
Атлантски бакалар је грабежљива морска риба коштуњача из породице бакалара. Избочених је чељусти, са  пипалом на доњој вилици. Боја му варира од зеленкасте или сивкасте до смеђе или скоро црне, а може бити и тамно до светло црвена. Има 3 леђна и 2 анална пераја. Може порасти и до 1,8 м и достићи тежину од 91 кг, али се најчешће лове они масе око 11,5 кг и дужине 60-70 цм. Због тога што живи у хладним морима, прилично се споро развија, тако да му је до ове конзумне величине потребно око седам година да нарасте.
Бакалар је најплоднија риба. Женка током мрешћења избаци и до 9 милиона јаја. Међутим, веома мали број тих јаја преживи, јер их већину поједу друге морске животиње. Јаја бакалара пливају у води док се не излегну мале рибе, које су такође често мета других риба.

## Станиште и навике
Бакалар је раширен у северном Атлантику, од плитких до дубоких вода. У западном Атлантику распрострањен је северно од рта Хаттерас у Северној Каролини, и око обе обале Гренланда и Лабрадорског мора, док се у источном Атлантику налази од Бискајског залива, северно до Северног леденог океана, укључујући Балтичко море, Северно море, Хебридско море,  воде око Исланда и Баренцово море.
Држи се при дну. Храни се другим рибама и различитим бескичмењацима.

## Риболов
У комерцијалне сврхе атлантски бакалар се лови у северном Атлантику, великим бродовима у чија складишта стаје неколико хиљада тона рибе. Уловљени бакалар на броду се прво ставља у танкове са морском водом, расхлађеном на тачно 0 °C (температура мора је иначе између 8 и 12 °C). Највећи део уловљених риба се суши, док се мањи део продаје у свежем стању. Бакалар се на броду одмах чисти. Одстрањује му се глава и утроба, а затим се замрзава на -28 °C.
Арктички бакалар највише се лови у водама око Лофотских острва у Норвешкој. У свету је 2008. године изловљено 765.000 тона арктичког бакалара, од чега су чак 75% ове врсте бакалара изловили Норвешка, Исланд и Русија. Највећи извозници ове рибе су Норвешка, Исланд, Шведска, Канада и Пољска.

### Угроженост
Услед све веће популарности атлантског бакалара на светском тржишту и немогућности да се узгаја, овој врсти прети истребљење. Због тога се многе организације за заштиту животиња залажу за ограничење лова. Ова врста бакалара најугроженија је због криволова. У 2005. години у Баренцову мору криволовом је уловљено нешто више од 100.000 тона бакалара, а вредност уловљене рибе била је 350 милиона долара.

## Историја
Иако је станиште ове рибе Атлантски океан, бакалар је део традиционалне кухиње Медитерана, где се већ вековима спрема на најразличитије могуће начине. На трпезе медитеранских народа доспео је преко млетачких трговаца који су трговали са Викинзима, након што је 1432. млетачки властелин Пиетро Куерини (Pietro Querini) доживео бродолом на обалама Норвешке, где је научио вештину сушења и сољења бакалара. Викинзима је сушени бакалар био основна намирница на другим путовањима. Због своје величине и лаког лова, као лако доступна и јефтина риба коју је свако могао да купи, постао је веома популаран. О важности бакалара као намирнице најбоље говори податак да су због ове рибе Исланђани својевремено умало заратили с Норвежанима, Шкотима, Ирцима и Данцима. У јужноевропским земљама бакалар добија на популарности после 15. века, када енглески бродови почињу трговинску размену бакалара са Грчком, Шпанијом и Португалијом, а размена се врши за суво грожђе. Био је јефтинији од сваке свеже медитеранске рибе, а укус је био задовољавајући. Зато није случајно да области где се налазе највећа пристаништа у Грчкој, као што су Коринт и Пелопонез, имају праву ризницу рецепата за спремање бакалара. На далматинску и црногорску обалу бакалар стигао преко Венеције.
Усољена и сушена риба могла је дуго да сачува исти укус, а има дуг рок трајања, што омогућава њену продају све до унутрашњости земаља, а не само у приморским областима. Временом је бакалар постао незаменљиви део традиције разних народа.

## Употреба у исхрани
Атлантски бакалар је једна је од најважнијих риба у светској прехрани. На тржиште долази свеж, залеђен, затим сушен на ваздуху, усољен и сушен у сушницама или у облику дубоко смрзнутих одрезака. Из јетре бакалара се вади витаминско уље (рибље уље) које је најбогатији извор витамина Д, а богато је и витаминима Е и А, као и омега-3 масним киселинама.
Веома је цењена риба која се користи у исхрани, нарочито сушен и сољен. Месо бакалара има благи укус и одлична је замена за протеине меса домаћих животиња, а изузетно је богато важним масним киселинама. Те киселине су важне за изградњу ћелијских мембрана. Нутриционистички гледано, бакалар је врло вредна намирница. Изврстан је нискокалорични извор протеина и селена, добар извор витамина Б6, фосфора, омега-3 масних киселина, калијума, витамина Д и ниацина. Користи се у превенцији кардиоваскуларних болести и атеросклерозе.
Усољени и димљени бакалар су посебно популарни специјалитети у земљама северне Европе. Бакалар се суши од 6 до 12 недеља. Притом хладан ваздух из њега извуче 80% влаге. Процес сушења је строго контролисан, јер бакалар на крају мора имати одређену влажност, а да би се то постигло у процесу сушења се прска воденом „маглом”. Добро осушен бакалар требало би да буде тврд попут кости. Пре припреме омекшава се тако што се 24 сата пре припреме намаче остави у води или у млеку. На тај начин месо омекша, а волумен се повећа бар за половину. Што са дуже намаче, риба постаје мекша и већа.
| Нутријент                        | Мерна јединица | Количина |
| -------------------------------- | -------------- | -------- |
| Енергетска вредност              | kcal           | 105      |
| Беланчевине                      | g              | 22.833   |
| Угљени хидрати                   | g              | 0,00     |
| Масти                            | g              | 0.833    |
| од тога: засићене масне киселине | g              | 0.302    |
| Дијетална влакна                 | g              | 0,00     |
| Холестерол                       | mg             | 55       |
| Вода                             | g              | 75       |
| Аминокиселине                    | g              | 33,22    |
| Незасићене масне киселине        | g              | 1,14     |
| Витамин А                        | IU             | 140,00   |
| Витамин Б1 (Тијамин)             | mg             | 0,27     |
| Витамин Б2 (Рибофлавин)          | mg             | 0,24     |
| Витамин Б3 (Ниацин)              | mg             | 7,50     |
| Витамин Б6                       | mg             | 0,86     |
| Витамин Б12                      | mcg            | 10,00    |
| Фолати                           | mcg            | 25,00    |
| Пантотенска киселина             | mg             | 1,68     |
| Витамин Ц                        | mg             | 3,50     |
| Витамин Д                        | IU             | 0,00     |
| Витамин Е                        | IU             | 2,84     |
| Витамин К                        | mcg            | 0,40     |
| Калцијум (Ca)                    | mg             | 160,00   |
| Бакар (Cu)                       | mg             | 0,18     |
| Гвожђе (Fe)                      | mg             | 2,50     |
| Магнезијум (Mg)                  | mg             | 133,00   |
| Фосфор (P)                       | mg             | 950,00   |
| Калијум (K)                      | mg             | 1.458,00 |
| Натријум (Na)                    | g              | 7,027    |
| Цинк (Zn)                        | mg             | 1,59     |
| Манган (Mn)                      | mg             | 0,05     |
| Селен (Se)                       | mcg            | 147,80   |

### Јела од бакалара
У продавницама се најчешће може купити замрзнути или конзервиран бакалар. У замрзнутом облику се риба нуди без костију, пераја и главе или само у облику филета. Као и харинга, бакалар се у конзервираном виду може наћи као филе у биљном уљу или води. У маркетима се, такође, могу наћи разни брендови посољеног или димљеног бакалара. Како саветују кулинарски експерти медитеранске кухиње, свеж бакалар најбоље је купити 2 дана пре спремања.
Постоји много начина да се спреми бакалар. Може се испећи у рерни или на роштиљу, а такође и испржити. Месо бакалара је меко, али веома суво, што значи да би требало да се маринира пре печења у рерни или на роштиљу. Бакалар се најбоље спрема на пари, што је уједно и најбржи начин. Димљени или посољени бакалар је одлично мезе уз жестока пића или вино. Једина мана ове рибе је што приликом спремања има веома интензиван мирис, због чега многи људи одбијају чак и да га пробају.
- Гурмански настројени Венецијанци претворили су бакалар у специјалитет, припремајући га најчешће „on bianco” („на бело”), у облику паштете, са или без кромпира.
- На далматинској обали припрема се „на бело” и „на црвено” (такође као паштета, али са додатком кромпира и парадајза),[12] али је најпопуларнији „на жлицу”, односно као чорба (бродет), са кромпиром и пасираним парадајзом. Специјалитети су и бакалар запечен „на паделу” или чак обојен црнилом сипе.[8]  У Хрватској се најчешће купује бакалар сушен на ваздуху.
- На грчким трпезама се бакалар са кромпир пиреом и белим луком нађе сваке године 25. марта, када је национални празник Грчке. Црквени канон налаже верницима да за време Великог поста двапут конзумирају рибу - први пут у првој недељи поста, а други пут - за време националног празника који слави ослобођење од турског ропства 1821. године. У Гркој је веома популаран поховани бакалар, који се служи са кромпир пиреом и белим луком.
- У Шпанији и Португалији најпопуларнији је усољени бакалар.[7]
- Бакалар је једна од врста која се препоручује за припрему се користи у припреми чувеног британског националног јела Фиш енд чипс (Fish&Chips), похованих филета рибе који се служе са помфритом.[13]

Бакалар који се не прода користи се за прављење сурими штапића, односно рибље пасте која улази у њихов састав. Ови штапићи се другачије називају и ролнице од рака, али је општепознато да не садрже месо рака.

### Замене за бакалара
Бакалар је риба хладних вода и не би могао да живи у Јадранском мору због температуре воде и недостатка планктона којим се храни. За разлику од његове цене у прошлости, данас је неупоредиво скупљи од скоро сваке медитеранске рибе, али се традиција одржала. Њен најближи рођак је ослић, који се често и продаје као лажни бакалар за људе с плићим џепом, а неретко и по ценама правог бакалара.
Под именом „бакалар” у продаји се могу наћи и друге врсте риба које припадају истој породици Gadidae, али нису из рода бакалара. Познате су као Саите (Saithe, лат. Pollachius virens), Линг (Ling, лат. Ophiodon elongatus) и Зарбо (Zarbo, лат. Brosmius brosme). Ове врсте се конзервирају исто као и прави бакалар, али ипак то нису.
- Саите је тамнији и његов укус је јачи. Јефтинији је од бакалара и најпопуларнија врста конзумне рибе овог типа на североистоку Бразила.
- Линг има врло светлу боју и ужи је од осталих. Веома је цењен у Бразилу. Месо му је светле боје.
- Зарбо је најпопуларнија и обично најмања међу конзумним рибама овог типа.[16] Иако није прави бакалар, веома је укусан. На хрватском тржишту Зарбо је најчешћи и купује се управо као замена за бакалара.[7]

## Занимљивости
У норвешком градићу Бастрарду традиција је да деца секу језике бакалара, при чему зараде пристојну количину новца за свој џепарац.